# Culeolus pinguis
Culeolus pinguis är en sjöpungsart som beskrevs av Monniot 1982. Culeolus pinguis ingår i släktet Culeolus och familjen lädermantlade sjöpungar.
Artens utbredningsområde är Södra Ishavet. Inga underarter finns listade i Catalogue of Life.